# Fenix Rage
Fenix Rage es un Videojuego de plataformas desarrollado por el costarricense Green Lava Studios. El modo de juego ha sido comparado con una mezcla entre Super Meat Boy y Flappy Bird. Sus desarrolladores se inspiraron en Sonic the Hedgehog (serie) y los dibujos animados de los 90´s SWAT Kats - The Radical Squadron. El juego fue lanzado en 24 de septiembre de 2014 en Microsoft Windows y se dará a conocer en 2015 en OS X, PlayStation 4, PlayStation Vita y Xbox One.

## Sinopsis
El jugador protagonista, Fenix, persigue una criatura malvada, que después de que se congela destruye su ciudad. Fenix puede saltar infinitamente, así como lanzarse. Hay 200 Nivel (videojuegos), y el juego no tiene tutorial. El jugador salta alrededor de cada nivel para llegar a una puerta azul. Cada nivel tiene una galleta opcional escondida en un área de difícil acceso. Los jugadores que recolectan fuera de juego reciben recetas para galletas nuevas. Los jugadores deben reiniciar todo el nivel al morir, aunque los respaws son rápidos.

## Desarrollo
Fenix Rage fue hecho por Green Lava Studios, un equipo de tres personas de Costa Rica: CEO y programador Eduardo Ramírez, Diego Vásquez y Jose Mora. El modo de juego está inspirado en Sonic the Hedgehog (serie) y su dirección de arte se ve influenciada por los 90 dibujos animados SWAT Kats - The Radical Squadron y Hellboy cómics por Mike Mignola. Ramírez ha dicho que quieren jugadores "para recuperar la sensación de descubrimiento". Primero debutó un prototipo "simple" del juego en Google Play "un par de años" antes de finales de mayo de 2014, su anuncio para PlayStation 4. El juego hizo su primera demostración pública en la Penny Arcade Expo 2014, donde el equipo recibió comentarios positivos sobre los controles Fenix Rage fue lanzado en 24 de septiembre de 2014 en Microsoft Windows y se dará a conocer en 2015 en OS X, PlayStation 4, PlayStation Vita y Xbox One.

## Recepción
Periodistas de videojuegos compararon el juego a un cruce entre Super Meat Boy y Flappy Bird. IGN escribió que morir muchas veces fue lo que hizo que el juego sea divertido. Hardcore Gamer dijo que el juego es "un digno a entrar en una línea lamentablemente corta de hardcore y plataformas agradables, con gran estética y música respaldada por la sólida mecánica."
- Datos: Q17510422